# Као Пінцзи
Као Пінцзи (кит.: 高平子, англ. Kao Ping-tse, 23 грудня 1888 — 23 березня 1970) — китайський астроном. На його честь названо кратер Као на Місяці.

## Біографія
Као Пінцзи народився в Шанхаї. Його батько був революціонером і ключовою фігурою Південного товариства в кінці династії Цін. Він працював в обсерваторії Циндао, отриманій від Японії після Вашингтонської морської конференції в 1924 році. Потім він працював в Інституті астрономії та астрофізики Академії Сініка, одному із засновників Обсерваторії Пурпурової гори.
Під час Другої світової війни жив у Шанхаї. Він переїхав на Тайвань у 1948 році під час громадянської війни в Китаї. Він помер у Тайбеї.
Він є родичем Чарльза Куена Као, Као Се та Гао Сю.

## Пам'ять
- У 1982 році Комітет з номенклатури планетних систем Міжнародного астрономічного союзу назвав іменем науковця кратер Као[en] на ближньому боці Місяця.
- 23 грудня 1988 року Пошта Китаю випустила конверт до сторіччя від дня народження Гао Пінцзи[2].